# 波号第二百二十潜水艦
波号第二百二十潜水艦（はごうだいにひゃくにじゅうせんすいかん）は、日本海軍の未成潜水艦。波二百一型潜水艦の20番艦。戦後解体された。

## 艦歴
マル戦計画の潜水艦小、第4911号艦型の20番艦、仮称艦名第4930号艦として計画。1945年5月10日、川崎重工業泉州工場で起工。
6月7日、波号第二百二十潜水艦と命名されて波二百一型潜水艦の18番艦に定められ、本籍を舞鶴鎮守府と仮定。
終戦時、泉州工場の船台上にあって未成。8月17日、工事中止が発令され工程20%で工事中止。
1946年5月から6月にかけて、川崎重工業泉州工場で解体された。